# 丫髻沙大桥
丫髻沙大桥位于中华人民共和国廣東省广州市，为广州环城高速公路的一条跨江桥梁。
其座落于鹤洞大桥和洛溪大桥之间，跨越珠江后航道。全长1084米，主桥为以连续三跨分别跨越珠江主、副航道和丫髻沙岛。桥面宽31.5米，双向六车道，设中央分离带和两侧护栏，桥下通航净高34米。工程于1998年7月23日动工，1999年10月24日大桥转体合龙，2000年6月26日建成通车，投资2.53亿元。由铁道部专业设计院深圳分院设计，贵州省桥梁工程总公司施工。建成之时曾创下四项全国第一，获得中国十佳桥梁拱桥第二名等多个奖项，而2005年起大桥需要进行维修，2009年9月评定为四类桥，曾經禁止15吨以上货车通行以进行维修，亦進行過為期半年的全封閉維修，2011年12月29日完成維修重開，2012年1月8日起不再限制15噸以上貨車通行。

### 獎項
該大橋設計獲得2001年建设部优秀工程设计一等奖、2002年全国优秀工程设计银奖、2003年中国公路学会科学技术一等奖。